# Џансу Дере
Џансу Дере (тур. Cansu Dere; Анкара, 14. октобар 1980) турска је глумица, манекенка и бивша мис Турске.

## Биографија
Мајка јој делом потиче из турске заједнице у Солуну, а отац из турске заједнице у Бугарској. Основно и средње образовање завршила је у Измиру. Године 2000. требало је да представља Турску на избору за Мис универзума, али се повукла због политичких проблема између Турске и Кипра (домаћина Мис универзума 2000). Убрзо након тога, почела је да ради као професионална манекенка. Напустила је Одсек за археологију Универзитета у Истанбулу и фокусирала се на професију манекенке.

## Филмографија
| Улоге Џансу Дере |                        |               |                  |                |
| Година           | Српски назив           | Изворни назив | Улога            | Напомена       |
| 2006—2008.       | Сила                   |               | Сила Генџо       | главна улога   |
| 2009—2011.       | Езел                   |               | Ејшан Тезџан     | главна улога   |
| 2012—2013.       | Сулејман Величанствени |               | Фирузе / Хумејра | споредна улога |
| 2016—2017.       | Мајка                  |               | Зејнеп Гунеш     | главна улога   |
| 2020—2022.       | Брачни троугао         |               | Асја Јилмаз      | главна улога   |